# Municipio de Nevis
El municipio de Nevis (en inglés: Nevis Township) es un municipio ubicado en el condado de Hubbard en el estado estadounidense de Minnesota. En el año 2010 tenía una población de 1009 habitantes y una densidad poblacional de 11,62 personas por km².

## Geografía
El municipio de Nevis se encuentra ubicado en las coordenadas 46°55′18″N 94°51′30″O / 46.92167, -94.85833. Según la Oficina del Censo de los Estados Unidos, el municipio tiene una superficie total de 86.82 km², de la cual 73.28 km² corresponden a tierra firme y (15.6%) 13.54 km² es agua.

## Demografía
Según el censo de 2010, había 1009 personas residiendo en el municipio de Nevis. La densidad de población era de 11,62 hab./km². De los 1009 habitantes, el municipio de Nevis estaba compuesto por el 95.54% blancos, el 0.5% eran afroamericanos, el 0.99% eran amerindios, el 0.1% eran asiáticos, el 0.1% eran isleños del Pacífico, el 0.89% eran de otras razas y el 1.88% pertenecían a dos o más razas. Del total de la población el 0.59% eran hispanos o latinos de cualquier raza.